# Ptilophyllodromia biroi
Ptilophyllodromia biroi är en tvåvingeart som beskrevs av Mario Bezzi 1904. Ptilophyllodromia biroi ingår i släktet Ptilophyllodromia och familjen dansflugor. Inga underarter finns listade i Catalogue of Life.